# Altura de las nubes

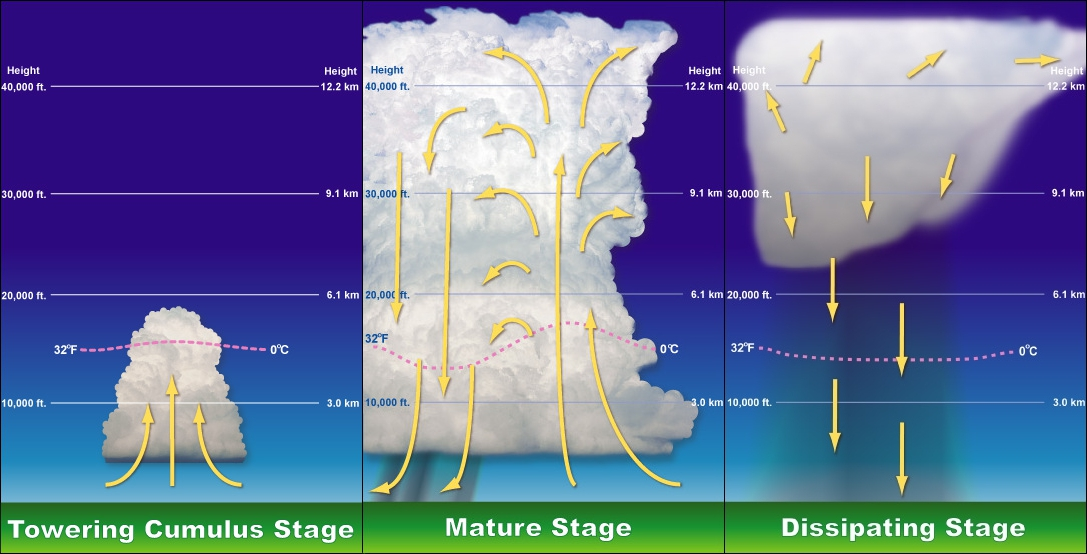
Espesor de la nube convectiva, entre su base y su cima, mostrado en la escala de fondo en diferentes etapas de su vida.

La altura de las nubes, más comúnmente conocida como espesor o profundidad de las nubes, es la distancia entre la base de la nube y la cima de las nubes.  Tradicionalmente se expresa en metros o como diferencia de presión en hectopascal (hPa, equivalente a milibar). En ocasiones, se utiliza la expresión altura de la nube en lugar de base de la nube, en cuyo caso el contexto tiene que aclarar si se pretende designar la altura de la base de la nube o el tamaño de la misma.

## Medición
La altura de las nubes no se mide directamente, sino que se deriva de mediciones separadas de las altitudes de la base de la nube y la cima de la nube.